# Szakadát
Szakadát è un comune dell'Ungheria centro-meridionale di 316 abitanti (dati 2001). È situato nella contea di Tolna.